# I'll Be Right Here (Sexual Lover)
«I'll Be Right Here (Sexual Lover)» —literalmente en español: «Estaré Justo Aquí (Amante Sexual)»— es una canción dance pop interpretada por la cantante mexicana Paulina Rubio e incluida originalmente en su séptimo álbum de estudio, Border Girl (2002). El letrista y productor Julio «Estéfano» Salgado compuso y produjo el tema originalmente en español como «Y yo sigo aquí» y se lanzó a finales del año 2000 y gracias al éxito del tema, se lanzó como estrategia comercial la versión en inglés del sencillo para el crossover de la cantante. Universal Records lo publicó como primer corte promocional del álbum durante el último cuatrimestre de 2001 como un sencillo radial en Estados Unidos.
Debido a la buena respuesta de la audiencia, en junio de 2001 la canción se presentó por primera vez en la Power 96 – Miami's Party Station, una de las cadenas de radio mainstream más escuchadas en Miami (Florida), que forma parte de CBS Corporation.
Su video musical fue dirigido por Simón Brand, con quien trabajó por primera vez. La secuencia de escenas muestra una veraniega fiesta en una de las costas de República Dominicana, realizando sugestivos bailes y movimientos con el resto de los invitados. «Sexual Lover», título como también es conocido, es considerado el video más sexualizado de la cantante.

## Formatos
| N.º | Título                                           | Duración |  |
| 1.  | «I'll Be Right Here (Sexual Lover)» (Radio Edit) | 03:33    |  |

| N.º | Título                                                   | Duración |  |
| 1.  | «I'll Be Right Here (Sexual Lover)»                      | 03:59    |  |
| 2.  | «I'll Be Right Here (Sexual Lover)» (Berger & Burnz Mix) | 07:22    |  |
| 3.  | «Y Yo Sigo Aquí» (Berger & Burnz Mix)                    | 07:58    |  |
| 4.  | «I'll Be Right Here (Sexual Lover)» (Videoclip)          | 03:59    |  |

| N.º | Título                                           | Duración |  |
| 1.  | «I'll Be Right Here (Sexual Lover)» (Radio Edit) | 03:33    |  |
| 2.  | «Y Yo Sigo Aquí» (Versión spanglish)             | 04:07    |  |
| 3.  | «Y Yo Sigo Aquí» (Versión álbum)                 | 03:59    |  |